# هاها مويا
هاها مويا (بالألمانية: Sergej Moya)‏ هو كاتب سيناريو وممثل ألماني، ولد في 14 يناير 1987 في ألمانيا.

## وصلات خارجية
- هاها مويا على موقع IMDb (الإنجليزية)
- هاها مويا على موقع ألو سيني (الفرنسية)
- هاها مويا على موقع أول موفي (الإنجليزية)
- هاها مويا على موقع قاعدة بيانات الأفلام السويدية (السويدية)
- هاها مويا على موقع قاعدة بيانات الفيلم (الإنجليزية)
- هاها مويا على موقع كينوبويسك (الروسية)